# Livonski red
Livonski red je bil samostojna veja tevtonskega viteškega reda. Ustanovljen je bil leta 1237. Od leta 1435 do 1561 je bil član Livonske konfederacije.

## Zgodovina
Red je bil ustanovljen iz ostankov Livonskih bratov meča po njihovem porazu z Žemaiti v bitki pri Schaulenu (Šiauliai) leta 1236. Preživeli vitezi so bili leta 1237 vključeni v Tevtonski red in postali znani kot Livonski red.  V letih 1237 do 1290 je Livonski red osvojil celo Kurlandijo, Livonijo in Zemgalijo. Leta 1298 so Litovci osvojili grad Karkus severno od Rige in porazili red v bitki pri Turaidi in ubili livonskega deželnega mojstra Bruna in 22 vitezov. Leta 1346 je Livonski red od kralja Valdemarja IV. Danskega kupil Kneževino Estonijo. Življenje na ozemlju reda je opisano v Kroniki Baltazarja Russova (Kronika province Lyfflandt).
Tevtonski red je začel po porazu v bitki Grunwaldu leta 1410 propadati. Leta 1525 je Albert Brandenburški sekulariziral pruska ozemlja, Livonskemu redu pa je uspelo obdržati neodvisnost.
Po porazu v bitki pri Vilkomiru (Pabaiskas) 1. septembra 1435, v kateri je padel mojster reda in več visokih častnikov, se je red zbližal s svojimi livonskimi sesedi. 4. decembra 1435 je bil v Walku sklenjen sporazum o ustanovitvi Livonske konfederacije. Podpisali so ga nadškof Rige, škofi Kurlandije, Dorpata, Ösel-Wieka in Revala, predstavniki Livonskega reda in njegovi vazali in delegati mestnih svetov Rige, Revala in Dorpata.
Med livonsko vojno je Livonski red leta 1560 doživel odločilen poraz v bitki Rusi pri Ergemeju. Za pomoč je zaprosil poljskega kralja in velikega litovskega kneza Sigismunda II. Avgusta, ki je posredoval v vojni med škofom Rige Viljemom  in redom leta 1557.
Po sklenitvi sporazuma s Sigismundom II. Avgustom in predstavniki reda (predvsem Mikołajem "Črnim" Radziwiłłom), je zadnji mojster Livonskega reda red sekularizural in spreobrnil v luteranstvo. V južnem delu ozemlja reda je za svojo družino ustanovil Vojvodstvo Kurlandija in Semgalija. Večino preostalega ozemlja je zasedla Velika litovska kneževina. Sever Estonije sta dobili nazaj Danska in Švedska.
Od 14. do 16. stoletja se je v mestih hanseatske zveze govorila srednja spodnja nemščina. V 16. in 17. stoletju  je bila uradni jezik visoka nemščina.

## Komende Livonskega reda
Komende na ozemlju sedanje Estonije in Latvije:

### Estonija
- Reval
- Pernau
- Jerwen
- Fellin
- Talkhof

### Latvija
- Marienburg
- Segewold
- Dünamünde
- Ascheraden
- Dünaburg
- Bauske
- Mitau
- Doblen
- Goldingen
- Windau